# Nina Jivanévskaia
Nina Aleksàndrovna Jivanévskaia (en rus: Нина Александровна Живаневская) (Moscou, Unió Soviètica, 1977) és una nedadora russa, ja retirada, nacionalitzada espanyola amb el nom de Nina Zhivanevskaya, guanyadora de dues medalles olímpiques.

## Biografia
Va néixer el 24 de juny de 1977 a la ciutat de Moscou, capital en aquells moments de la Unió Soviètica i avui en dia de Rússia. Es nacionalitzà espanyola l'any 1999 gràcies al seu casament.

## Carrera esportiva
Especialista en l'estil d'esquena va participar, als 15 anys, en representació de l'Equip Unificat en els Jocs Olímpics d'Estiu de 1992 celebrats a Barcelona, on va aconseguir guanyar la medalla de bronze en la prova de relleus 4x100 metres estils, a més de finalitzar setena en els 100 metres esquena (i obtenir així un diploma olímpic) i catorzena en els 200 metres equena. En els Jocs Olímpics d'Estiu de 1996 realitzats a Atlanta (Estats Units), en representació de Rússia, va finalitzar setena en els relleus 4x100 metres estils i vuitena en els 200 m. esquena (aconseguint nous diplomes olímpics) i novena en els 100 m. esquena. Després d'aquesta competició fou sancionada per tres anys en donar positiu en un control antidopatge, retornant a la competició el 1999. En els Jocs Olímpics d'Estiu de 2000 realitzats a Sydney (Austràlia), i en representació d'Espanya, va aconseguir guanyar una nova medalla de bronze en els 100 metres esquena, finalitzant així mateix sisena en els 200 m. esquena. En els Jocs Olímpics d'Estiu de 2004 realitzats a Atenes (Grècia) finalitzà cinquena en els 100 m. esquena i setena en els relleus 4x100 metres estils. Allunyada de la competició activa per ser mare retornà en els Jocs Olímpics d'Estiu de 2008 realitzats a Pequín (República Popular de la Xina) on finalitzà onzena en els 100 m. esquena i quinzena en els relleus 4x100 m. estils. En finalitzar els Jocs anuncià el seu retir de la competició activa.
Al llarg de la seva carrera ha guanyat 3 medalles en el Campionat del Món de natació, destacant la medalla d'or aconseguida el 2003; 16 medalles en el Campionat d'Europa de natació, destacant quatre medalles d'or; i 4 medalles d'or en els Jocs del Mediterrani.